# Agapornis roseicollis en cautividad
El inseparable de Namibia (Agapornis roseicollis) es una especie de ave psitaciforme de la familia Psittacidae. Es nativo de las regiones áridas del suroeste de África, como el Desierto del Namib. Son animales muy sociables que frecuentemente se congregan en pequeños grupos en su medio salvaje. Comen durante todo el día y toman frecuentes baños. Pían intensa y constantemente.

## Alimentación
La base de la alimentación es una mezcla de semillas y pipas. En la mezcla de semillas: alpiste (40%), mijo (30%), algo de cañamón, avena. Puede añadirse a la mezcla de semillas para periquitos una buena porción de alpiste. También hay que añadirle pasta de cría, calcio y arena para la digestión de las semillas. Siempre que se pueda hay que ofrecerles vegetales, como acelga, lechuga, espinaca, manzana, pera, naranja, higos chumbos, uvas, zanahorias.

## Comportamiento
Es un ave bastante agresiva si tiene nidos en la pajarera a su alcance. Por el contrario, cuando no está en época de reproducción no suele ser demasiado agresiva hacia otros pájaros si el aviario en el que se le mantiene es grande. 
Hay que tener mucho cuidado cuando se introducen nuevos Agapornis roseicollis en una pajarera en la que ya haya una población de estas aves establecida, no suelen ser bien recibidas.  Cuando hay que introducir aves nuevas en la pajarera, se hace siempre cuando las aves no están en periodo de reproducción.
Las hembras sobre todo son muy territoriales cuando están en celo. Los machos son más tranquilos que las hembras.

## Cría

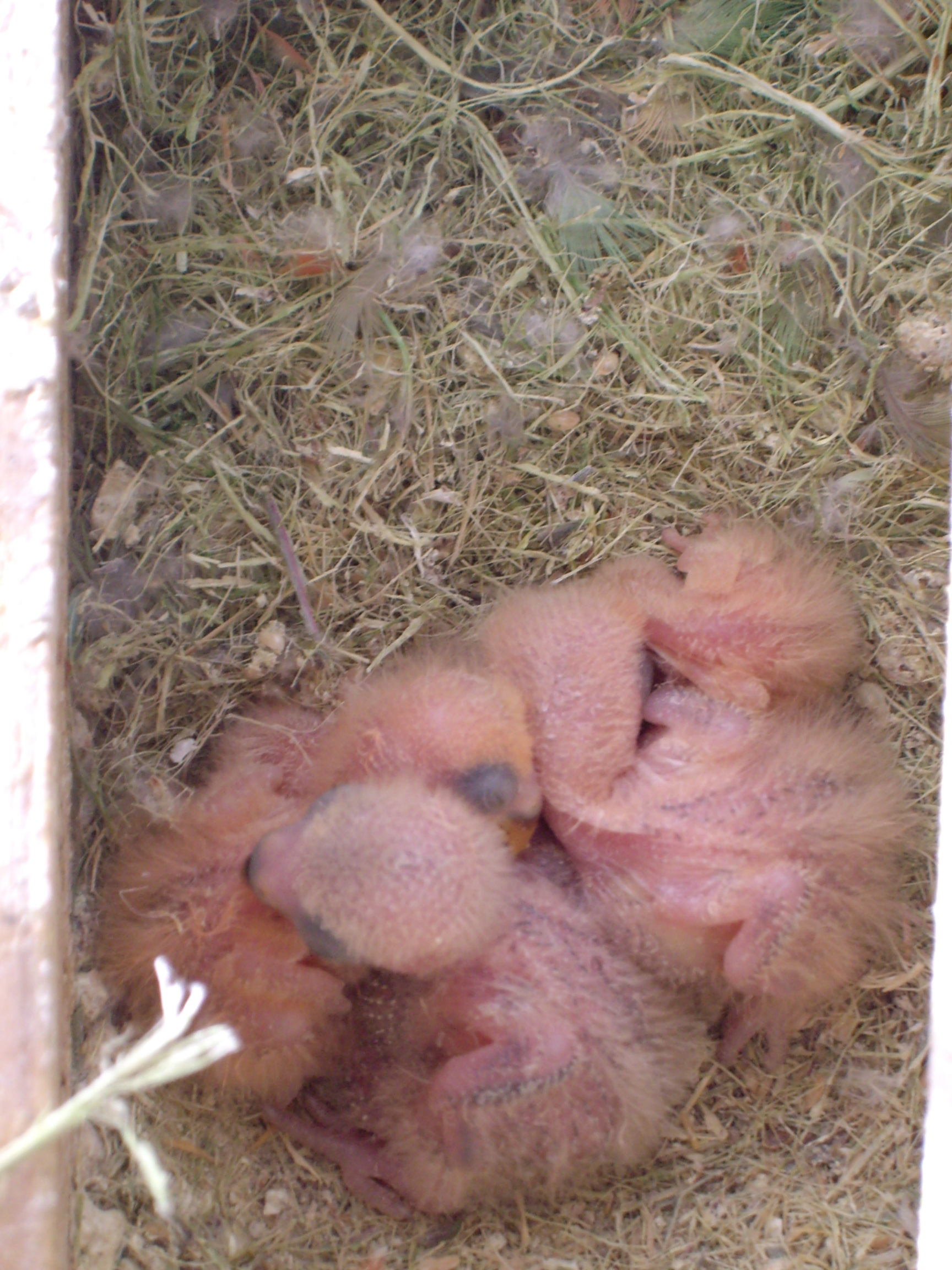
Polluelos de agapornis con unos días de vida en su caja nido.

Para la cría de los agapornis hay dos tipos de nidales, ambos de madera.
Los huevos tardan aproximadamente entre 22 y 24 días en eclosionar, depende bastante de la temperatura ambiente. los pollos salen del nido a las 5 o 6 semanas después de haber nacido. A veces se puede dar el caso de que los pollos salgan algo desplumados del nido.
Los roseicollis se crían en las pajareras sin apenas problemas. Las nidadas suelen tener de 4 a 6 huevos. La media de los pollos que suelen salir del nido depende de la pareja que los esté criando y de la época del año, en invierno las nidadas no suelen pasar de los 3 pollos que llegan a adultos y en primavera o verano las nidadas suelen ser más numerosas.

## Mutaciones

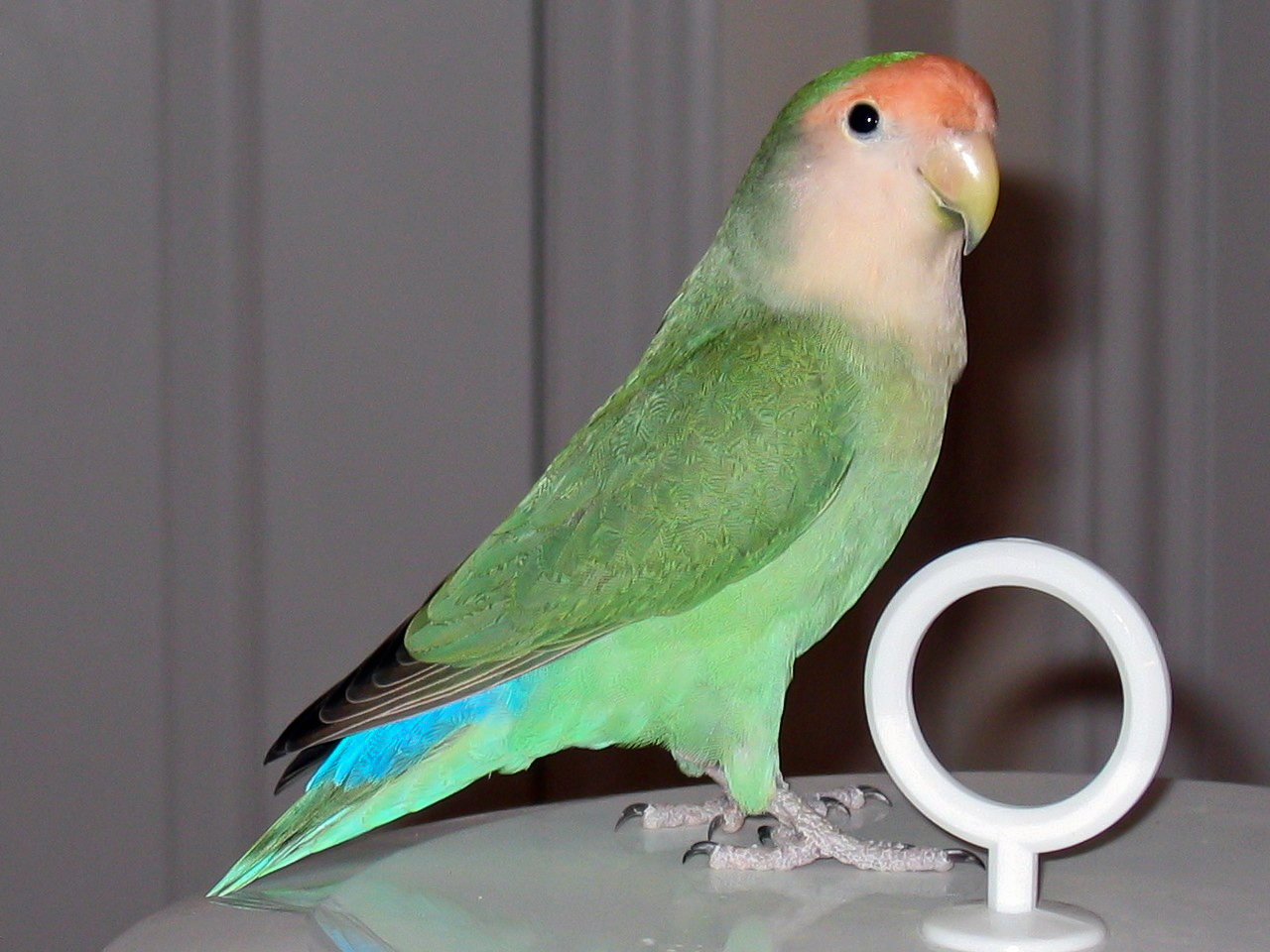
Tomar de referencia para el color de cuerpo las plumas del ala y para la tonalidad véase el color de la cabeza.

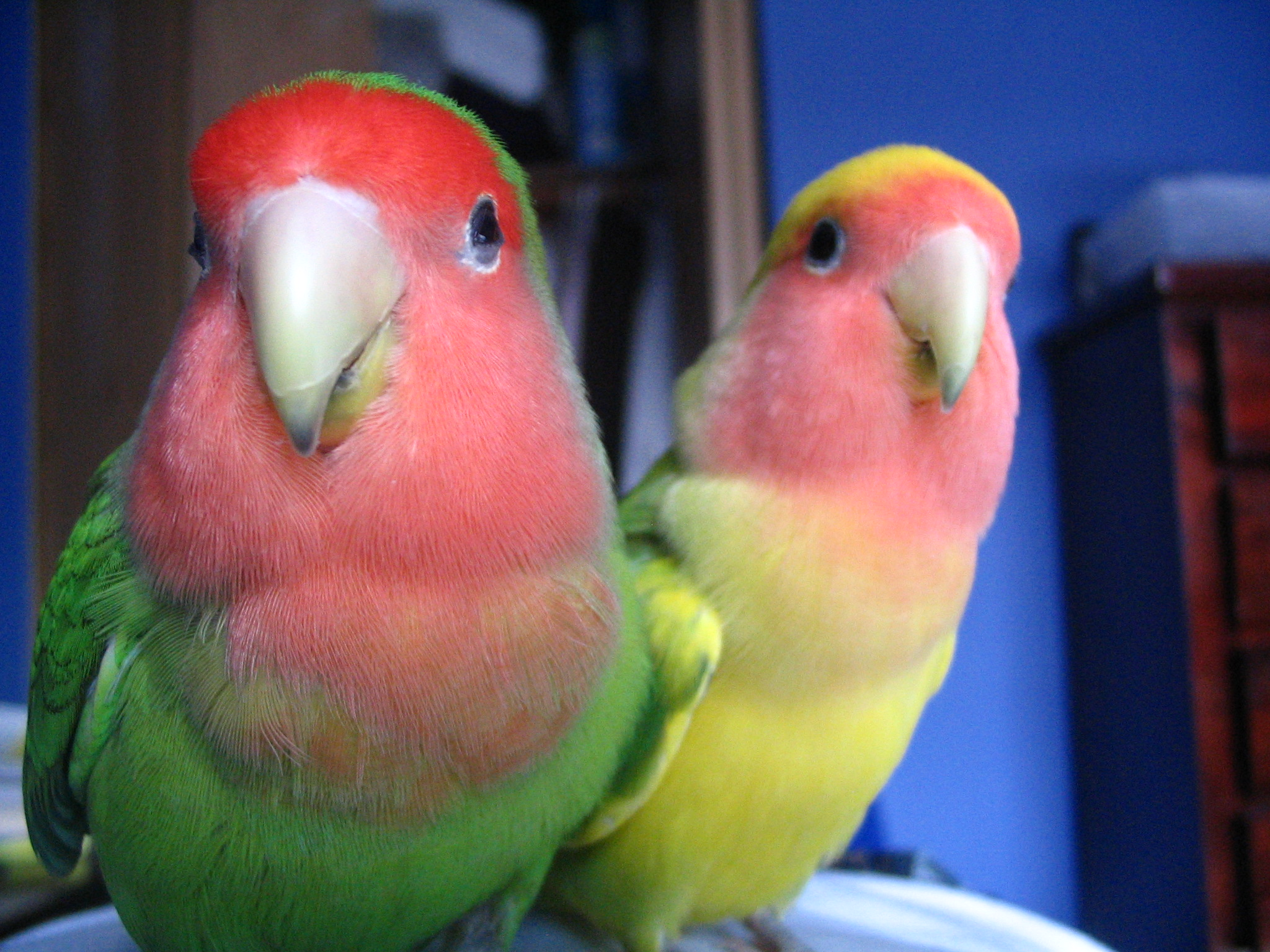
Mutaciones amarillas de Agapornis roseicollis.

### Mutaciones en Agapornis roseicollis línea amarilla
|       |                       |                            |                            |                                   |                          |
|       | a.r. vaililla rojo    | a.r. vaililla rojo claro   | a.r. vaililla melocotón    | a.r. vaililla claro.              | a.r. vaililla naranja    |
| psref | a.r. vaililla p rojo  | a.r. vaililla p rojo claro | a.r. vaililla p melocotón  | a.r. vaililla p melocotón claro.  | a.r. vaililla p naranja. |
|       | a.r yema rojo         | a.r yema rojo claro        | a.r yema melocotón         | a.r yema melocotón claro.         | a.r yema naranja.        |
| psref | a.r yema p rojo.      | a.r yema p.rojo claro      | a.r yema p. melocotón      | a.r yema p. melocotón claro.      | a.r yema p.naranja.      |
|       | a.r. amarillo rojo    | a.r. amarillo rojo claro   | a.r. amarillo melocotón    | a.r. amarillo melocotón claro.    | a.r. amarillo naranja.   |
| psref | a.r. amarillo p. rojo | a.r. amarillo p.rojo claro | a.r. amarillo p. melocotón | a.r. amarillo p. melocotón claro. | a.r. amarillo p.naranja. |

- En esta tabla hay 30 mutaciones en versión amarilla, 180 mutaciones teniendo en cuenta los colores de la cola.
- a.r.: Agapornis roseicollis.
- psref/p: pseudo-refractación de plumaje

### Mutaciones en Agapornis roseicollis líneas verde
|     |                            |                                  |                                 |                                       |                               |
|     | a.r. verde oscuro rojo     | a.r. verde oscuro rojo claro     | a.r. verde oscuro melocotón     | a.r. verde oscuro melocotón claro     | a.r. verde oscuro naranja     |
| ref | a.r. verde oscuro ref rojo | a.r. verde oscuro ref rojo claro | a.r. verde oscuro ref melocotón | a.r. verde oscuro ref melocotón claro | a.r. verde oscuro ref naranja |
|     | a.r. verde brillo rojo     | a.r. verde brillo rojo claro     | a.r. verde brillo melocotón     | a.r. verde brillo melocotón claro     | a.r. verde brillo naranja     |
| ref | a.r. verde brillo ref rojo | a.r. verde brillo ref rojo claro | a.r. verde brillo ref melocotón | a.r. verde brillo ref melocotón claro | a.r. verde brillo ref naranja |
|     | a.r. lima oscu. rojo       | a.r. lima oscu. rojo claro       | a.r. lima oscu. melocotón       | a.r. lima oscu. melocotón claro       | a.r. lima oscu. naranja       |
|     | a.r. lima rojo             | a.r. lima rojo claro             | a.r. lima melocotón             | a.r. lima melocotón claro             | a.r. lima naranja             |
|     | a.r. lima claro rojo       | a.r. lima claro rojo claro       | a.r. lima claro melocotón       | a.r. lima claro melocotón claro       | a.r. lima claro naranja       |
|     | a.r. limón brillo rojo     | a.r. limón brillo rojo claro     | a.r. limón brillo melocotón     | a.r. limón brillo melocotón claro     | a.r. limón brillo naranja     |
|     | a.r. lima blanca rojo      | a.r. lima blanca rojo claro      | a.r. lima blanca melocotón      | a.r. lima blanca melocotón claro      | a.r. lima blanca naranja      |

- En esta tabla hay 45 mutaciones en versión verde, 270 mutaciones teniendo en cuenta los colores de la cola.
- a.r.: Agapornis roseicollis
- ref: Color reflectante

### Mutaciones en Agapornis roseicollis en su líneas azulona
|  |                          |                                |                               |                                   |                          |
|  | a.r. azulón rojo         | a.r. azulón rojo claro         | a.r. azulón melocotón         | a.r. azulón melocotón cl.         | a.r. azulón nar.         |
|  | a.r. malva rojo          | a.r. malva rojo claro          | a.r. malva melocotón          | a.r. malva melocotón cl.          | a.r. malva nar.          |
|  | a.r. celeste-pastel rojo | a.r. celeste-pastel rojo claro | a.r. celeste-pastel melocotón | a.r. celeste-pastel melocotón cl. | a.r. celeste-pastel nar. |

- En esta tabla hay 15 mutaciones en versión tonos azules, 90 mutaciones teniendo en cuenta los colores de la cola.
- a.r.: Agapornis roseicollis
- nar: naranja
- cl: Claro

### Principales colores en las terminales de cola
| negruzco | grisáceo | añil | añil ref | turquesa | rojo sobre negro |

Aquí hay un total de '540 mutaciones' de Agapornis roseicollis.